# غواصة يو-159
كانت الغواصة يو-159 واحدة من 329 غواصة خدمت في البحرية الإمبراطورية الألمانية خلال الحرب العالمية الأولى.